# Adinodon
Adinodon pattersoni es una especie extinta de mamífero marsupial del Cretáceo inferior procedente de Texas (EE. UU.). Se conoce únicamente por un dentario sin dientes pero cuyos alvéolos hacen recordar la fórmula dentaria de los marsupiales.
Ciffelli y Muizon (1988) citan una especie, Adinodus pattersoni, si bien podría tratarse de esta misma.